# Dunblane

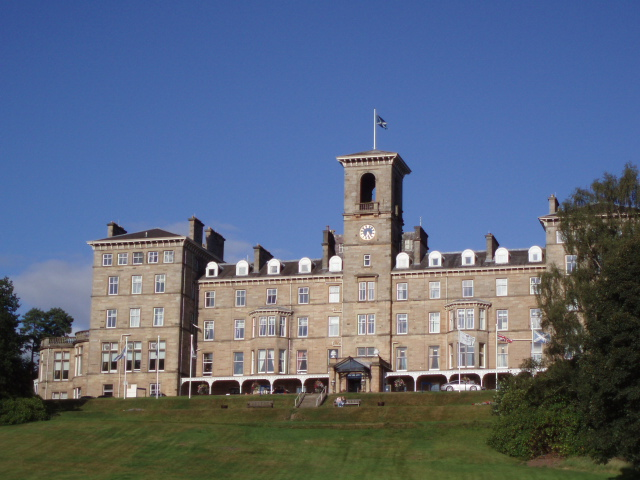
Hotel Dunblane.

Dunblane (skotskou gaelštinou Dùn Bhlàthain) je malé město severně od Stirlingu ve správní oblasti Stirling ve Skotsku. Počet obyvatel má okolo 10 000 a jeho hlavní pamětihodnost je katedrála Dunblane. Město je umístěno na silnici A9, která vede na sever do Perthu. Centrem města protéká řeka Allan Water s katedrálou a hlavní cestou na východě.

## Historie

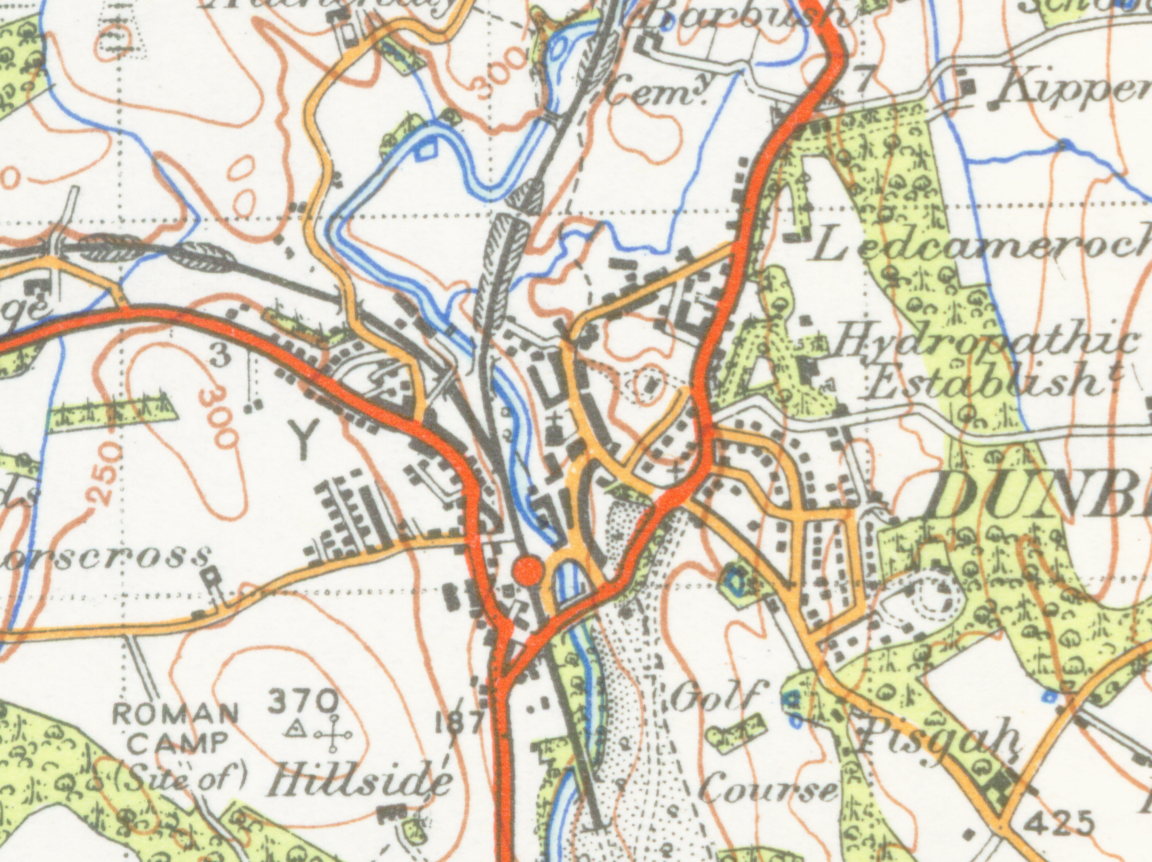
A mapa Dunblane z roku 1945.

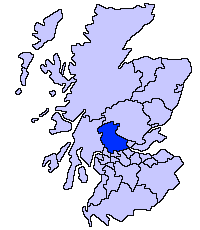
správní oblasti Stirling

Název města vznikl z „fort of Blane“ (Tvrz v Blane).

## Školy
Dunblane má čtyři základní školy a jednu střední. Čtyři z nich jsou veřejné. Zbývá Queen Victoria School, což je soukromá internátní škola. Na těchto školách je v současnosti okolo dvou tisíc studentů.

### Dunblane Primary School
Dunblane Primary School je umístěna na ulici Doune. Tato dvoupodlažní budova je umístěna v centru obytné zóny. Škola má veřejné hřiště, které je pravidelně používáno pro mimoškolní aktivity a místní kluby, a veřejné jesle. Škola byla kompletně renovována v roce 1998 a ke škole bylo přistavěno cvičební a basketbalové hřiště.

### Newton Primary School
Newton Primary School byla postavena v roce 1996. Své jméno dostala podle Newtonského statku, který byl navrácen až po Chartě 1655, když Oliver Cromwell potvrdil Jamese Pearsona z Kippenrossu jako vlastníka. Ulice, které obklopují školu Newton Crescent a Ochiltree, byly pojmenovány podle biskupa z Dublane v letech 1429 a 1447, odráží bohatou historii, ve které škola zakotvena.

### Queen Victoria School
Queen Victoria School je koedukační internátní škola pro děti rodičů v ozbrojených silách Spojeného království. Je umístěna zhruba míli severně od centra města.

### Dunblane High School
Dunblane High School je plněna žáky ze tří veřejných skol v Dunblane. Škola je považována za jednu z nejlepších státních škol ve Skotsku. Škola hostila mnoho mezinárodních sportovců jako bývalý skotský fotbalista Callum Davidson a tenisty bratry Murraye.
V listopadu 2007 byla škola přesunuta do nového kampusu.

## Masakr v Dunblane
13. března 1996 43letý bývalý nespokojený vedoucí skautů Thomas Watt Hamilton, kterého vypudila Skautská asociace po dvaceti letech působení, zastřelil 16 dětí a jejich učitelku, Gwen Mayor, v tělocvičně Dunblane Primary School. Použil svou legálně drženou zbraň a střelivo před tím než se zabil výstřelem do úst z revolveru ráže 357.
Na počest sedmnácti obětí byl na místním hřbitově vybudován památník a kenotaf v katedrále. Peníze vybrané v následné sbírce byly použity pro výstavbu komunitního centra ve městě. Následkem těchto událostí byl parlamentem Velké Británie vydán zákon zakazující vlastnění všech ručních střelných zbraní pod 60 centimetrů celkové délky.